# Les Boucles du Sud Ardèche 2012
Les Boucles du Sud Ardèche 2012, dodicesima edizione della corsa e valida come evento dell'UCI Europe Tour 2012 categoria 1.1, si svolse il 26 febbraio 2012 su un percorso di 199,5 km. Fu vinta dal francese Rémi Pauriol che giunse al traguardo con il tempo di 5h09'08", alla media di 38,72 km/h.
Al traguardo 32 ciclisti portarono a termine il percorso.

## Squadre e corridori partecipanti
| N.    | Cod. | Squadra                     |
| ----- | ---- | --------------------------- |
| 1-8   | FDJ  | FDJ-BigMat                  |
| 11-18 | ALM  | AG2R La Mondiale            |
| 21-28 | ARH  | Atlas Personal-Jakroo       |
| 31-38 | AUB  | Auber 93                    |
| 41-48 | BSC  | Bretagne-Schuller           |
| 51-58 | BGT  | Bridgestone-Anchor          |
| 61-68 | CJR  | Caja Rural                  |
| 71-78 | COF  | Cofidis, le Crédit en Ligne |
| 81-88 | EDR  | Endura Racing               |
| 91-98 | EUS  | Euskaltel-Euskadi           |

| N.      | Cod. | Squadra                   |
| ------- | ---- | ------------------------- |
| 101-108 | LPM  | La Pomme Marseille        |
| 111-118 | LET  | Leopard-Trek Continental  |
| 121-128 | SAU  | Saur-Sojasun              |
| 131-138 | SPI  | SpiderTech powered by C10 |
| 141-148 | TT1  | Team Type 1-Sanofi        |
| 151-158 | VRU  | Véranda Rideau-Super U    |
| 161-168 | TIK  | Itera-Katusha             |
| 171-178 | OPQ  | Omega Pharma-Quickstep    |
| 181-188 | EUC  | Team Europcar             |

## Ordine d'arrivo (Top 10)
| Pos. | Corridore          | Squadra       | Tempo    |
| ---- | ------------------ | ------------- | -------- |
| 1    | Rémi Pauriol       | FDJ-BigMat    | 5h09'08" |
| 2    | Arthur Vichot      | FDJ-BigMat    | a 31"    |
| 3    | Jon Izagirre       | Euskaltel     | s.t.     |
| 4    | Davide Malacarne   | Europcar      | s.t.     |
| 5    | Jérôme Pineau      | Omega Pharma  | s.t.     |
| 6    | Guillaume Levarlet | Saur-Sojasun  | s.t.     |
| 7    | Georg Preidler     | Type 1-Sanofi | s.t.     |
| 8    | Jonathan Hivert    | Saur-Sojasun  | a 34"    |
| 9    | Christophe Riblon  | AG2R La Mon.  | a 59"    |
| 10   | Blel Kadri         | AG2R La Mon.  | a 1'52"  |